# Щедруха
Щедруха (Шадруха) — река в России, протекает по Новокузнецкому и Новокузнецкому районам Кемеровской области. Устье реки находится в 7 км по левому берегу реки Есаулка. Длина реки составляет 5 км. Впадает в реку рядом с ЗСМК.

## Данные водного реестра
По данным государственного водного реестра России относится к Верхнеобскому бассейновому округу, водохозяйственный участок реки — Томь от истока до города Новокузнецк, без реки Кондома, речной подбассейн реки — Томь. Речной бассейн реки — (Верхняя) Обь до впадения Иртыша.